# Кабал Гуарро, Микел
Мике́л Каба́л Гуа́рро (кат. Miquel Cabal Guarro; род. 1977, Барселона) — каталанский переводчик русской литературы на каталанский язык.
Окончил отделение славистики Барселонского университета, стажировался в Московском государственном университете.
В переводах Кабала по-каталански были изданы «Записки из подполья» и «Преступление и наказание» Достоевского (кат. Apunts del subsòl, 2002; кат. Crim i càstig, 2021), «Дерсу Узала» Владимира Арсеньева (2006), «Маленькая антология Даниила Хармса» (кат. Petita antologia de Daniïl Kharms; 2007), «Чевенгур», «Котлован», «Джан» и сборник рассказов Андрея Платонова, девять книг Сергея Довлатова, и другие . Пьеса Горького «Дачники» (кат. Els estiuejants) в переводе Кабала была в 2006 году поставлена барселонским Teatre Lliure.
Кроме этого, Кабал является доцентом по переводу и русской литературе в Барселонском университете.